# Чудиновские Шишкари
 Чудиновские Шишкари  — деревня в Орловском районе Кировской области. Входит в состав Орловского сельского поселения.

## География
Расположена на расстоянии примерно 31 км по прямой на север от райцентра города Орлова.

## История
Известно с 1802 года как деревня Никиты Шишкина с 15 дворами. В 1873 году здесь (Никиты Шишкина или Шишкары) 19 и 93, в 1905 19 и 136, в 1926 (Шишкари или Вновь расчистная у речки Тутыги) 28 и 130, в 1950 (Шишкари) 22 и 60, в 1989 году 9 жителей. Настоящее название утвердилось с 2014 года. С 2006 по 2011 год входила в состав Чудиновского сельского поселения.

## Население
Постоянное население составляло 2 человека (русские 100%) в 2002 году, 1 в 2010.